# Ермилов, Александр Юрьевич (гребец)
Алекса́ндр Ю́рьевич Ерми́лов (12 ноября 1960, Харьков, Украинская ССР, СССР) — советский спортсмен-байдарочник. Заслуженный мастер спорта СССР (1983).
В первой половине 1980-х выиграл золотые медали на Чемпионатах мира в байдарке четвёрке на дистанции 10000 м в Ноттингеме Великобритания 1981, Белграде Югославия 1982, Тампере Финляндия 1983.
Проживает в Виннипеге, Канада.